# 瓦岗川遗址
瓦岗川遗址，位于中国甘肃省合水县，为一个省级文物保护单位，类型为古遗址。
瓦岗川遗址的历史年代为新石器时代至青铜时代。